# Uniendo fronteras
Uniendo fronteras es el título de un álbum de estudio grabado y realizado por la banda regional mexicana Los Tigres del Norte. La empresa discográfica Fonovisa Records la lanzó el 28 de agosto de 2001. Este álbum se convirtió en su segundo éxito número uno en la lista Billboard Top Latin Albums.

## Lista de canciones
Esta información de Billboard.com:

| Uniendo fronteras |                           |                    |          |  |
| N.º               | Título                    | Escritor(es)       | Duración |  |
| 1.                | «Trabajo por mi cuenta»   | Francisco Quintero | 3:13     |  |
| 2.                | «La luz de tus ojos»      | Teodoro bello      | 3:08     |  |
| 3.                | «El que no había nacido»  | Teodoro bello      | 3:33     |  |
| 4.                | «Y dices qué tú me amas»  | Rafaél Rubió       | 3:10     |  |
| 5.                | «Mi fantasía»             | Enrique Negrete    | 3:27     |  |
| 6.                | «Don nadie»               | Jesús Meléndez     | 3:34     |  |
| 7.                | «Somos más americanos»    | Enrique Valencia   | 3:27     |  |
| 8.                | «De rama en rama»         | Teodoro bello      | 3:34     |  |
| 9.                | «El curita y la coqueta»  | Francisco Quintero | 3:50     |  |
| 10.               | «Recuerdos qué duelen»    | Teodoro bello      | 3:29     |  |
| 11.               | «El centroamericano»      | Enrique Franco     | 3:29     |  |
| 12.               | «Lo tomas o lo tiras»     | Rafael Rubio       | 3:27     |  |
| 13.               | «Mujeres manejando»       | Francisco Quintero | 3:04     |  |
| 14.               | «La crónica de un cambio» | Paulino Vargas     | 2:43     |  |
| 47:08             |                           |                    |          |  |

## Creditós
Esta información de Allmusic
- Jim Dean: Ingeniero
- Hernán Hernández: Banda
- Jorge Hernández: Banda
- Luis Hernández: Banda
- Oscar Lara: Banda
- Rafael Rubio: Colaboración
- John Coulter: diseño gráfico
- Alan Silfen: Fotografía

## Rendimiento del gráfico
| Lista (2001)                           | Posición más alta |
| -------------------------------------- | ----------------- |
| U.S. Billboard Top Latin Albums        | 1                 |
| U.S. Billboard Regional/Mexican Albums | 1                 |
| U.S. Billboard Independent Albums      | 7                 |
| U.S. Billboard 200                     | 116               |

| Predecesor: Historia musical romántica de Grupo Bryndis | U.S. Billboard Top Latin Albums — Álbum N°. 1 8 de septiembre de 2001 - 28 de septiembre de 2001 | Sucesor: Embrace the Chaos de Ozomatli |

| Predecesor: Historia musical romántica de Grupo Bryndis | U.S. Billboard Regional/Mexican Albums — Álbum N°. 1 8 de septiembre de 2001 - 28 de septiembre de 2001 | Sucesor: Historia musical de Los Ángeles Azules |